# سفارة أذربيجان في فرنسا
سفارة أذربيجان في فرنسا هي أرفع تمثيل دبلوماسي لدولة أذربيجان لدى فرنسا. تقع السفارة في باريس وهي تهدف لتعزيز المصالح الأذربيجانية في فرنسا.

## وصلات خارجية
- الموقع الرسمي
- قائمة سفارات أذربيجان
- قائمة السفارات في فرنسا